# Ariela Pinto
Ariela Cesar Pinto (Guaratinga, 3 de março de 1982) é uma canoísta brasileira. É bicampeão sul-americana na prova do k4-200m e participou da equipe feminina brasileira na prova do k4-500m dos Jogos Pan-Americanos de 2015, em Toronto, Canadá.
Nos Jogos Sul-Americanos de 2010, no K4 200m Feminino, em embarcação composta pelas atletas Naiane Pereira, Daniela Alvarez, Ariela Pinto e Juliana Domingos, o Brasil conquistou um ouro com o tempo de 39.650, seguidas por argentinas (40.300) e colombianas (40.920).
Com isto, obteve vaga para integrar a delegação nacional que disputa os Jogos Pan-americanos de 2011, em Guadalajara, no México.